# Lago Atanasovsko
El lago Atanasovsko o lago Atanasovo (en búlgaro: Атанасовско езеро, Atanasovsko ezero) es un lago salado costero, de origen natural, situado al norte de la ciudad de Burgas, en Bulgaria. Localizado en las proximidades del mar Negro, el lago se caracteriza por contar con unos cinco kilómetros de largo, así como por ser atravesado por una franja arenosa que lo divide en dos partes diferentes. Utilizado para la producción de sal en los últimos tiempos (las zonas periféricas son dedicadas al cultivo y a proyectos industriales varios), el lago es famoso por albergar una gran variedad de especies animales y vegetales).

## Biodiversidad en la zona
El lago Atanasovsko alberga una gran diversidad biológica, pero si por algo destaca es por ser uno de los lugares clave en la migración de aves. De hecho, este ha sido el factor que más ha primado a la hora de tomar medidas de corte proteccionista y también conservacionista, durante el transcurso de la segunda mitad del siglo XX.

### Flora terrestre y acuática
En el año 1997, las plantas vasculares fueron objeto de estudio en la zona, saldándose la investigación con el registro de 233 especies vegetales en el lago, estando nueve protegidas por la Ley de protección de la Naturaleza y veinte de ellas recogidas en el Bulgarian Red Data Book. Además, la especie Corispermun nitidum se encuentra incluida en la Lista de especies raras, amenazadas y endémicas del norte de Europa, mientras que los vegetales Nonea atra y Silene thymifolia son especies endémicas balcánicas. Más recientemente, en los límites del lago se han encontrado vastas cantidades de Orchis elegans. Con respecto a las algas, treinta especies diferentes han sido reportadas, sin distinción entre las que habitan la zona salabre y la zona de agua dulce del lago.

### Fauna ictiológica
Entre otros factores, la gran variabilidad del porcentaje de salinidad del agua (entre el 0,12‰ y el 168‰) hace imposible el asentamiento de una fauna ictiológica compleja en el lago, aunque en la parte norte del complejo (donde existe agua dulce) se ha registrado una abundante presencia de la especie acuática Caurassius auratus gibelius, y una menor existencia de Cyprinus carpio, siendo ambas capaces de reproducirse en el lago.

### Fauna ornitológica

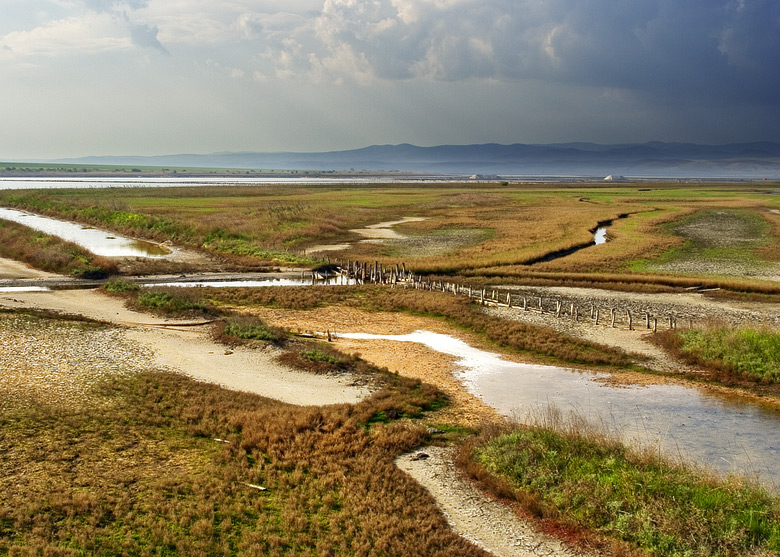
Zona norte del lago Atanasovsko.

El grupo animal más variado y abundante de toda la zona lo constituyen las aves. No en vano, el lago Atanasovsko se erige como el recinto que mayor diversidad de especies de pájaros presenta de toda Bulgaria, así como también es el único lugar del país en el que se reproducen especies tales como Larus melanocephalus, Larus genei, Gelochelidon nilotica y Sterna sandvicensis. En términos absolutos, han sido registradas 306 especies de aves diferentes, de las cuales 62 se reproducen en el lugar, encontrándose protegidas 255 de ellas de acuerdo con la Ley de Conservación de la Naturaleza.
Además, el lago se caracteriza por ser una importante zona para la migración de especies de aves provenientes de la mitad este del continente europeo. De hecho, unos estudios realizados en el último tercio del siglo XX avalan al lago Atanasovsko como el complejo ambiental de mayor importancia en toda Europa con respecto a los procesos migratorios de las especies Pelecanus crispus, Pelecanus onocrotalus, Circus aeruginosus y Falco vespertinus, y el segundo más relevante en relación con la migración de Aquila pomarina.
Cada verano se organizan seminarios con la intención de seguir y estudiar la migración otoñal de determinadas especies de aves, hecho que se facilitó desde la construcción de un escondrijo desde el que los aficionados a los pájaros pueden contemplarlos sin alterar al medioambiente.

## Medidas tomadas para la conservación del entorno
En la segunda mitad del siglo XX, han sido muchas las medidas que han surgido con la intención salvaguardar el entorno natural que constituye el lago Atanasovsko y sus zonas periféricas. La primera de ellas fue tomada en el año 1976, cuando un pequeño territorio del complejo, con una extensión aproximada de 80 hectáreas, fue declarado como Lugar Protegido. Cuatro años más tarde, en 1980, la parte norte del lago, un área de 1.074,5 hectáreas, fue declarada como reserva natural. En 1981, la parte sur del lago Atanasovsko junto con un cinturón de 200 metros de la parte norte fue declarada zona de separación con un área de 900 hectáreas. En 1984, se declaró toda la reserva, con la excepción de la zona de separación, como sitio Ramsar. Finalmente, en 1989 el lugar fue catalogado como una Important Bird Area (áreas importantes para la conservación de las aves,  en castellano) y como Área de Importancia Global desde el año 1997.